# Autoroute M74 (Grande-Bretagne)
Pour les articles homonymes, voir M74.

Autoroute britannique M74.

L'autoroute M74 est une autoroute du Royaume-Uni. Elle a une longueur de 128 km, elle est ainsi l'autoroute la plus longue d'Écosse. Elle commence à Glasgow et passe par les villes de Cambuslang, Hamilton, Motherwell, Larkhall, Moffat et Lockerbie. Elle se termine à Gretna, près de la limite avec l'Angleterre. Elle est ensuite prolongée par la route A74, qui va être améliorée. Actuellement, il y a quatre voies de circulation mais, après les améliorations, il y aura six voies de circulation. Il est possible que l'autoroute M74 devienne alors la section nord de l'autoroute M6.